# Неллі Бен-Ор
Неллі Нехама Бен-Ор Клайнс MBE (уроджена Бен-Ор; нар. 1933) — концертуюча піаністка та професорка музики. Вона є професоркою Гілдголської школи музики та драми у Великій Британії, де з 1975 року викладає гру на фортепіано та техніку Олександра. Бен-Ор пережила Голокост.

## Раннє життя
Бен-Ор народилася в 1933 році в єврейській родині у Львові, Польща (нині Україна).
Під час Другої світової війни її сім'я була ув'язнена в гетто. Її мати, сестра і Неллі втекли, а батько ні. Коли вони отримали фальшиві посвідки особи, її розлучили зі своєю сестрою, яка переховувалась і знайшла роботу домашньої прислуги. Бен-Ор і її мати прикинулися римо-католиками і поїхали до Варшави, де її мати рік працювала покоївкою в християнській родині. Запізнившись на останній пасажирський потяг до Варшави, вони були посаджені начальником німецького вокзалу в потяг, призначений для офіцерів Вермахту. Сім'я у Варшаві заплатила Бен-Ор за уроки фортепіано разом із власною донькою після того, як почула її гру. Іноді, коли люди підозрювали, що вони євреї, вони змушені були йти далі, але їм вдавалося втекти.

## Кар'єра
Видатна виконавиця та старша викладачка техніки Олександра (у 1963 році вона стала першою піаністкою, яка отримала кваліфікацію викладачки техніки Олександра), Бен-Ор є міжнародно визнаною провідною експоненткою застосування техніки Олександра до гри на фортепіано, в якій вона спеціалізується понад тридцять п'ять років. Вона проводить майстер-класи з техніки для піаністів у багатьох країнах світу.
Вона виступала в концертах і трансляціях по всьому світу, у сольних концертах, з оркестром і в камерній музиці. Бен-Ор зробила численні рекламні та трансляційні записи, зокрема для BBC. Ці записи охоплюють музику багатьох композиторів XVIII—XX століть.
Переїхавши до Англії в 1960 році, вона познайомилася зі своїм чоловіком-англійцем і вийшла за нього заміж, а пізніше переїхала до Нортвуда в Лондоні.
Наприкінці 1980-х років вона навчала молодого Брендана Кавана класичного фортепіано, допомагаючи йому завершити теоретичні та практичні вимоги до 8 класу. Свій сьогоднішній успіх як піаніста-імпровізатора класичної бугі-вугі він вважає заслугою її підтримки та заохочення його імпровізаційного стилю.:01:28
У 1999 році був заснований Стипендіальний фонд Неллі Бен-Ор, патроном якого є сер Колін Девіс.
Бен-Ор була призначена членом Ордена Британської імперії (MBE) у 2020 році на честь дня народження за заслуги в освіті Голокосту.